# Justus Franz Wittkop
Justus Franz Wittkop (* 9. Juni 1899 in Wiesbaden; † 23. September 1986 in Bad Homburg vor der Höhe) war ein deutscher Übersetzer, Essayist und Schriftsteller.

## Leben
Während des Zweiten Weltkrieges desertierte Wittkop in Frankreich und fand in Paris Unterschlupf bei der Schriftstellerin Gabrielle Ménardeau, die ihn bei sich versteckte. Wittkop war homosexuell und 20 Jahr älter als Gabrielle. Gabrielle hatte sehr freizügige Ansichten über Sexualität. Beide entwickelten ein kameradschaftliches Verhältnis und heirateten. 1946 zogen sie gemeinsam nach Deutschland und Gabrielle begann auf Deutsch zu schreiben.
Am Ende seines Lebens erkrankte Wittkop an Parkinson und beschloss deshalb sich das Leben zu nehmen. Als er mit Gabrielle über diesen Entschluss sprach, bestärkte sie ihn in seinem Vorhaben. Er trank, während Gabrielle geschäftlich abwesend war, in Gegenwart seines Freundes Ulrich Gift.

## Werke
- Graf Mirabeau, Esslingen,  Bechtle, 1982
- Europa im Gaslicht, Zürich,  Atlantis, 1979
- Schwarze Konfetti, Frankfurt/M.,  Edition Federfuchs, 1979
- Jonathan Swift in Selbstzeugnissen und Bilddokumenten, Reinbek bei Hamburg,  Rowohlt, 1976
- Michail A. Bakunin in Selbstzeugnissen und Bilddokumenten, Reinbek (bei Hamburg),  Rowohlt, 1974
- Unter der schwarzen Fahne, Frankfurt (am Main),  S. Fischer, 1973
- Die Welt des Empire, München,  Desch, 1968
- Der Boulevard oder Das vergnügliche Leben des Bürgers, Zürich,  Classen, 1965
- Georg-August Zinn. Ein Staatsmann unserer Zeit, München, Wien, Basel, 1962
- Danton, München,  Desch, 1961
- Ruf der Eule, München,  Desch, 1960
- Das war Scaramouche, Zürich,  Classen, 1957
- Unterm karibischen Mond, München,  Desch, 1949
- Pariser Tagebuch, München,  Desch, 1948
- Der Freyel der Venus, Wien,  Zinnen-Verl., 1943
- Nächte neben der Tür, Wien,  Zinnen-Verl., 1943
- Fortuna und der Bruder des Schlafs, Nürnberg,  J. L. Schrag, 1941
- Gullivers letzte Reise, Nürnberg,  J. L. Schrag, 1941
- Piraten-Schiffe, Leipzig,  Zinnen-Verl., 1941
- Verfemte Schiffe, Berlin,  Wegweiser-Verl., 1939
- Irgendein Herr Brown, Berlin,  Buch- u. Tiefdruck G. m. b. H., 1938
- Die Todesfracht der "Sudja Sari", Bern,  Goldmann, 1936
- Das Opfer des Kyrill Beg, Berlin,  Zeitschriftenverl., 1935
- Jordans "Demiurgos", Strasbourg, 1928

### Übersetzungen
- Pierre Boileau, Thomas Narcejac: Appartement für einen Selbstmörder, Reinbek bei Hamburg, Rowohlt, 1987, ISBN 9783499428395
- Aris Fakinos: Die Legion der Verfemten, München, Desch, 1974
- Gabrielle Wittkop-Ménardeau: Madame Tussaud. Ein seltsames Leben, Zürich, Classen, 1973, ISBN 3-7172-0190-5
- Laurence Oriol: Hysterie, Rowohlt Taschenbuch, 1973
- Denyse Vautrin: Autor im Kreuzverhör, Rowohlt Taschenbuch, 1973
- Dominique Saint Alban: Ariane und das Glück, Desch, 1971, ISBN 3420046316
- Gabrielle Wittkop-Ménardeau: E. T. A. Hoffmann, Rowohlt Taschenbuch, 1970, ISBN 978-3499501135
- Claire Gallois: Auf meinen Wunsch allein, Fischer, 1965
- Pierre Boileau, Thomas Narcejac: Die Karten liegen falsch, Reinbek bei Hamburg, Rowohlt, 1965
- Jules Romains: Alexander der Große, Das Genie und seine Welt, München, Desch, 1964